# Гута (Барановицький район)
Гута (біл. Гута) — село в Білорусі, у Барановицькому районі Берестейської області. Орган місцевого самоврядування — Ліснянська сільська рада.

## Населення
За переписом населення Білорусі 2009 року чисельність населення села становило 145 осіб.